# 馬德里航空

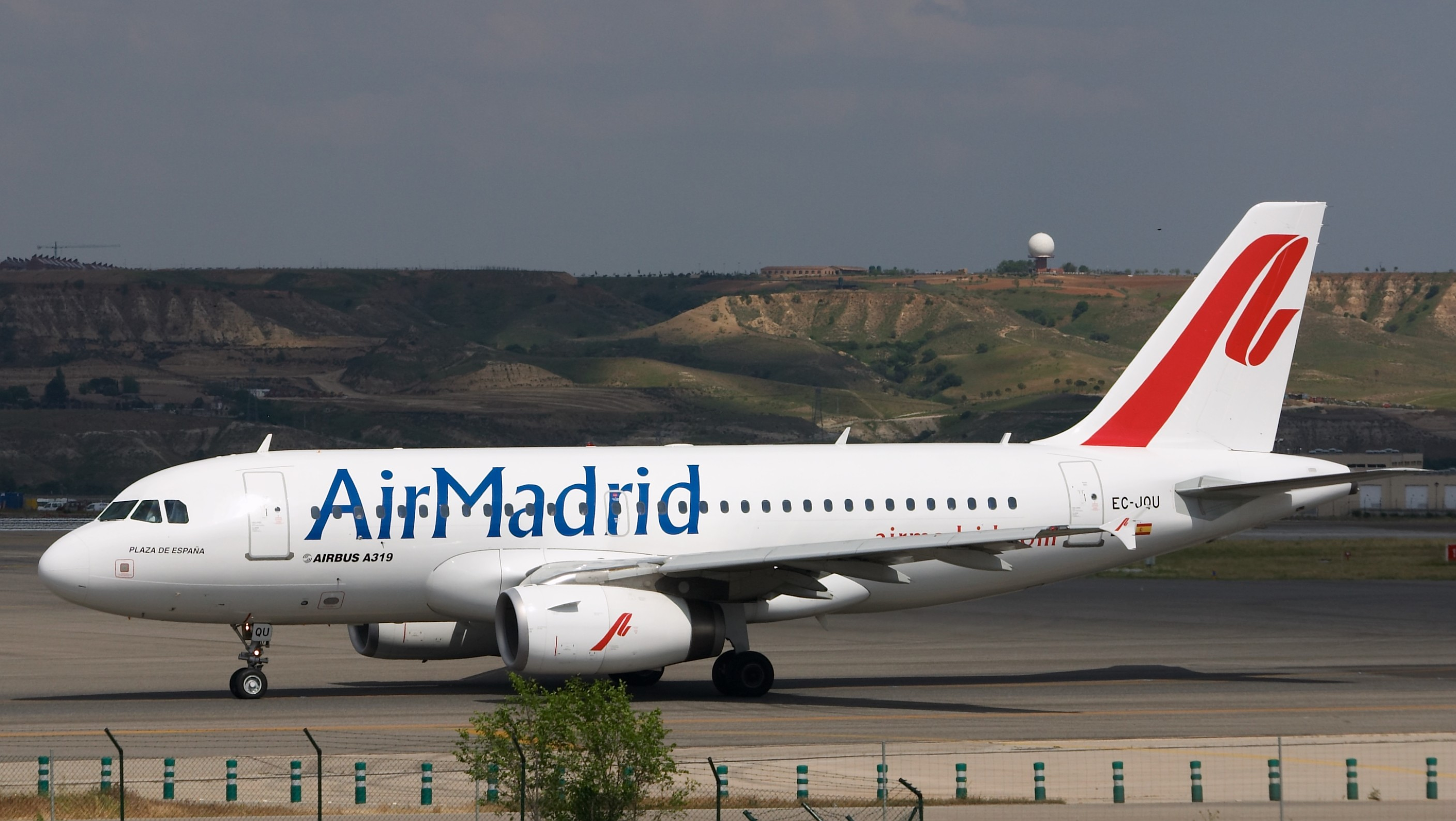
馬德里航空的空中巴士A319

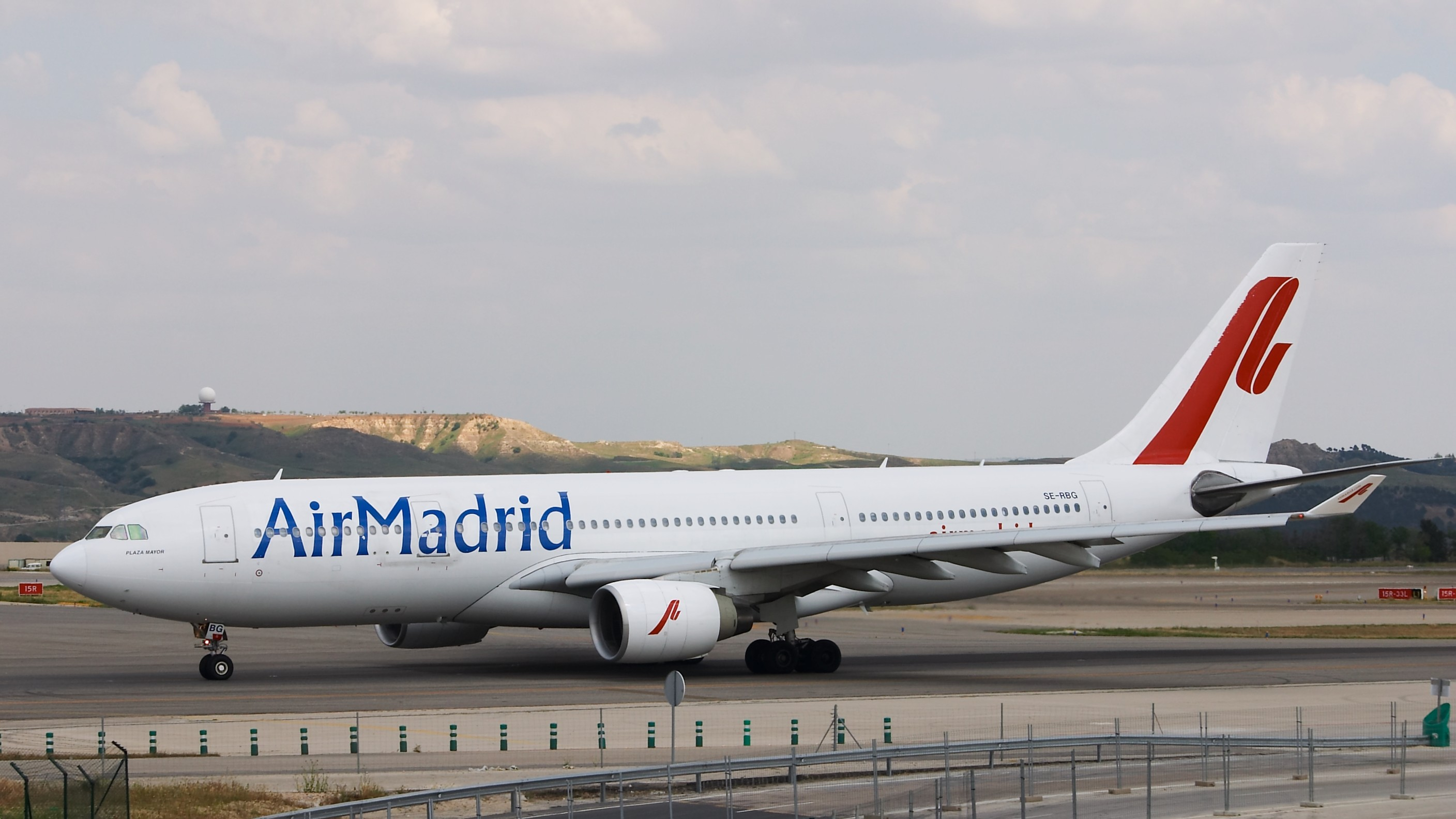
馬德里航空的空中巴士A330-200

馬德里航空（西班牙語：Air Madrid）是一家西班牙的航空公司，基地位於馬德里自治區阿爾考本達斯，提供前往特內里費島、墨西哥、中美洲、南美洲、歐洲和以色列的定期航班服務。馬德里航空於2006年12月16日終止營運後，其美洲航線由彗星航空接替，但後者亦於2009年結業。

## 歷史
馬德里航空成立於2003年，2004年5月以兩架A330-200開始營運，其投資者包括Celuisma（20%）， Hotusa（20%）， Herpil （12.5%）， Catalonia Hoteles （10%）， Quo Viajes （10%）， Viajes Eroski （10%）和其它投資者。後來馬德里航空計劃開設短途航班，以接駁旅客至馬德里轉乘其長途航班，並打算租借了5架A320開設阿姆斯特丹、法蘭克福、倫敦、米蘭和巴黎航線。
自2006年9月起，馬德里航空的航班經常嚴重延誤及取消 ，尤其是馬德里出發的航班。根據西班牙《國家報》，西班牙民航局以安全、維修欠佳為理由，最離譜的是飛機維修更換零件並無記錄，因此拒絕這些飛機運作，引致航班延誤。經調查後，當局建議限制馬德里航空航班或吊銷其牌照。
由於政府不斷接到旅客對馬德里航空服務的投訴，於2006年12月12日下令須在16日前彻底改善，否則吊銷其牌照，結果馬德里航空於12月15日自行宣佈結業。12月16日，西班牙政府吊銷其牌照，所有航班均停止營運，使大批旅客滯留海外，包括約13萬名旅客滯留在馬德里機場。西班牙政府要求航空公司支付650萬歐元的費用，用作幫忙滯留海外的旅客。馬德里航空發表聲明指已遞交一份購票旅客名單給發展局，「採取適當措施以彌補所造成的損失」。不意外的是，航空公司並沒有意向旅客退票，但航空公司新聞部指沒有相關訊息。12月19日，政府派出兩架普爾曼航空的波音747-200往巴拿馬城接載滯留的旅客回國。
後來彗星航空與西班牙政府簽定協議，接管馬德里航空的美洲航線，並答應接載滯留的旅客。

## 機隊
馬德里航空在結業前的機隊如下：
- 1架空中客车A310-300
- 2架空中客车A319-100
- 3架空中客车A330-200
- 2架空中客车A330-300
- 1架空中客车A340-300